# Luca Pellegrini
Luca Pellegrini (ur. 7 marca 1999 w Rzymie) – włoski piłkarz grający na pozycji obrońcy we włoskim klubie Lazio, do którego jest wypożyczony z Juventusu.

## Życiorys

### Kariera klubowa
W czasach juniorskich trenował w Cinecittà Bettini, Cisco Roma, GSD Nuova Tor Tre Teste i AS Roma. W 2018 dołączył do seniorskiego zespołu tego ostatniego. W Serie A zadebiutował 26 września 2018 na stadionie Olimpico (Włochy) w wygranym 4:0 meczu z Frosinone Calcio. Do gry wszedł w 82. minucie, zastępując Daniele De Rossiego. Od 31 stycznia do 30 czerwca 2019 przebywał na wypożyczeniu w sardyńskim Cagliari Calcio. 1 lipca 2019 odszedł za 22 miliony euro do turyńskiego Juventusu, skąd wypożyczony był do Cagliari Calcio i Genoa CFC.

### Kariera reprezentacyjna
Reprezentant Włoch w kategoriach: U-16, U-17, U-18, U-19, U-20 i U-21.
W 2019 został powołany do seniorskiej reprezentacji Włoch na mecze eliminacyjne do UEFA Euro 2020 przeciwko Armenii i Finlandii.

## Sukcesy

### Reprezentacyjne
Włochy U-20
- Zdobywca czwartego miejsca w Mistrzostwach świata U-20: 2019[10]